# Le Nouvel Économiste
Le Nouvel Économiste est un journal français créé en 1975, dirigé par Henri J. Nijdam.
Le public cible du Nouvel Économiste comprend les décideurs politiques, les PDG, les haut-fonctionnaires, les entrepreneurs et les investisseurs . Le journal de centre-droit a noué des partenariats avec le Financial Times et The Economist. L'hebdomadaire décerne le prix du meilleur économiste de l'année depuis 1993.

## Historique
Le Nouvel Économiste est issu de la fusion en 1975 des titres Entreprise (contrôlé par Hachette) et les Informations industrielles et commerciales (appartenant à Havas) sous la direction de Jacques Klein puis de Daniel Jouve et Michel Tardieu, après le rapprochement des groupes d'éditions Usine Participation et la Compagnie française d’édition qui deviennent la Compagnie européenne de publications (CEP),,. En 1978, la CEP et Hachette détiennent la moitié chacune du capital du Nouvel Économiste. En décembre 1986, Hachette Filipacchi Publications augmente sa participation à 55% du capital.
Durant les 10 premières années, les recettes publicitaires du titre « étaient parmi les plus importantes de la presse économique et financière française ».
Les années 1990,,,,,,, et le début des années 2000 sont marquées par une certaine instabilité du capital due à des pertes répétées.
Une nouvelle formule voit le jour en septembre 2003, le titre passant « d'un format bimensuel en papier glacé à un format hebdomadaire en papier journal ».
Après le changement de formule en septembre 2003, l'hebdomadaire économique change, une nouvelle fois, d'actionnariat. Jacob Abbou a cédé 93 % du capital à une nouvelle structure baptisée « Financière Nouvel Economiste ». Celle-ci est détenue à hauteur de 42 % par Jacques Abergel (ancien dirigeant de Giraudy, d'Europe 1 et de BFM), de 13 % par Henri Nijdam et de 45 % par Jean-Bernard Fetoux. Ces trois personnes physiques investissent près de 500 000 euros pour acheter les titres, la marque, reprendre une partie de la dette et réinjecter de l'argent frais.
En 2005, une tentative de rapprochement avec le magazine économique  Challenges (du groupe Le Nouvel observateur) échoue,.
En 2016, Bruno Ledoux entre au capital de l'entreprise qui est alors en difficulté,, aux cotés d'entrepreneurs et de professionnels issus du monde de la finance et des médias déjà présents dans l'actionnariat tels que Michèle Cotta, Henri de Bodinat, Gonzagues de Blignières, Pierre Kosciusko-Morizet, Henri Nijdam, Jean-François Hénin, Alexandre Almajeanu, Jean-René Tancrède, Stéphane Fouks, Ming-Po Cai, Anthony Ginter, Lionel Zinsou, Christophe Aulnette, Henri de Maublanc.

## Activité
Pendant de nombreuses années, le journal a été est connu pour la remise de son prix du « Manager de l'année »,,.

### Lectorat
Le lectorat du Nouvel Économiste est composé pour l’essentiel de hauts dirigeants et de relais d'opinion.

### Équipe
- Directeur de la publication : Henri J. Nijdam.
- Directeur Général : Alexandre Almajeanu
- Rédaction en chef : Jean-Michel Lamy, Edouard Laugier et Philippe Plassart.
- Coordination dossiers : Marie-Line Lybrecht
- Secrétariat de rédaction : Aurélie Percheron
- Chroniqueurs : Ardavan Amir-Aslani, Alain Bauer, Philippe Barret, Michèle Cotta, Jean-Marc Daniel, Philippe Delmas,François Ecalle, Pascal Lorot, Paul-Henri Moinet, Bertrand Jacquillat, Olivier Clodong, Xavier Raufer, Marie-Madeleine Rigopoulos, Charly Salkazanov, Gaël Tchakaloff, Frédéric Thiriez, Anne Toulouse, Roxana Azimi.
- Grand Paris : Fabien Humbert, Anne Thiriet
- Grandes Ecoles : Nicolas Chalon
- Chef d'édition/production : Clément Guéraud.
- Responsable marketing digital : Gustave Cozzolino
- Responsable Annonces légales : Antoine Wieczorek

#### Anciens journalistes
- Michel Tardieu (directeur de la rédaction, 1976-1991)
- Ghislaine Ottenheimer
- Valérie Lecasble
- Jean-Michel Quatrepoint (directeur de la rédaction, 1997-2000)

### Diffusion
La diffusion payée en France du Nouvel Économiste (sources : Diffusion Contrôle, site Office de justification de la diffusion 2006).
|           | 1985    |  | 1993   |  | 2001   | 2002   | 2003   | 2004   | 2005   | 2006   | 2007   | 2008   | 2009   | 2010   | 2011   | 2012   | 2013   | 2014 |
| Diffusion | 110 000 |  | 84 042 |  | 76 583 | 61 456 | 18 810 | 15 299 | 19 687 | 21 500 | 21 449 | 22 008 | 11 760 | 12 300 | 14 711 | 15 163 | 13 287 | -    |